# محمد عيسى الطهمازي
محمد عيسى الطهمازي (مواليد 14 مارس 1980) لاعب كرة قدم بحريني يلعب حاليا لصالح نادي الدرجة الأولى البحرين البحريني في مركز الوسط المهاجم من 1998.

## الإنجازات

### البحرين
- الدرجة الثانية (1): 2016